# Jerichow
Jerichow [ˈjeʁɪçoː] ist eine Stadt im Landkreis Jerichower Land in Sachsen-Anhalt. Mit fast 270 km² gehört Jerichow zu den nach Fläche größten Gemeinden Deutschlands.

## Geographie
Die Stadt Jerichow liegt an einem alten Elbarm zwischen Stendal und Genthin. Durch das Stadtgebiet zieht der Elbe-Havel-Kanal.
Die Stadt erstreckt sich von der Kernstadt nach Osten entlang der Nordgrenze des Landkreises Jerichower Land bis zur Landesgrenze nach Brandenburg und von dort in einem Streifen weiter nach Süden. Die südlichen Gebiete liegen teilweise auf der eiszeitlich gebildeten Hochfläche der Karower Platte, teilweise im Niederungsgebiet Fiener Bruch. Höchster Punkt ist der Westhang des in Brandenburg liegenden Gollwitzer Berges. Einziges natürliches Fließgewässer der Karower Platte ist der Steinbach. Dieser fließt der Havel über den Karower Landgraben und den Fiener Hauptvorfluter dem Elbe-Havel-Kanal zu.

### Stadtgliederung
Die Stadt Jerichow ist eine Einheitsgemeinde und besteht aus 12 Ortschaften, die wiederum in 33 Ortsteile gegliedert sind und 15 kleinere Ansiedlungen (in Klammern):
- Brettin mit OT Brettin, Annenhof
- Demsin mit OT Kleinwusterwitz, Kleindemsin, Großdemsin (mit Dreihäuser, Binnenheide und Werdershof)
- Jerichow mit OT Jerichow (mit Bucher Brack), Klietznick, Steinitz, Mangelsdorf, Klein-Mangelsdorf
- Kade mit OT Kade (mit Ziegelei, Forsthaus, Röthlake), Belicke, Neubuchholz, Kader-Schleuse
- Karow (mit Elisenau, Sophienhorst)
- Klitsche mit OT Altenklitsche, Neuenklitsche (mit Wilhelmsthal, Schäferei)
- Nielebock mit OT Nielebock, Seedorf (mit Fährstelle)
- Redekin mit OT Redekin (mit Schäferei), Scharteucke, Neuredekin
- Roßdorf mit OT Roßdorf (mit Dunkelforth)
- Schlagenthin mit OT Schlagenthin (mit Milower Weg, sowie Jungviehhof, Hahnenhütte, Forsthaus[4]), Kuxwinkel
- Wulkow mit OT Großwulkow, Kleinwulkow, Hohenbellin, Altbellin, Havemark, Blockdamm
- Zabakuck mit OT Zabakuck, Güssow

### Klima

Niederschlagsdiagramm

Der Jahresniederschlag liegt bei 530 mm und damit im unteren Zehntel der in Deutschland erfassten Werte. An sieben Prozent der Messstationen des Deutschen Wetterdienstes werden niedrigere Werte registriert. Der trockenste Monat ist der Februar, die meisten Niederschläge fallen im Juni. Im Juni fallen zwei Mal mehr Niederschläge als im Februar.

## Geschichte

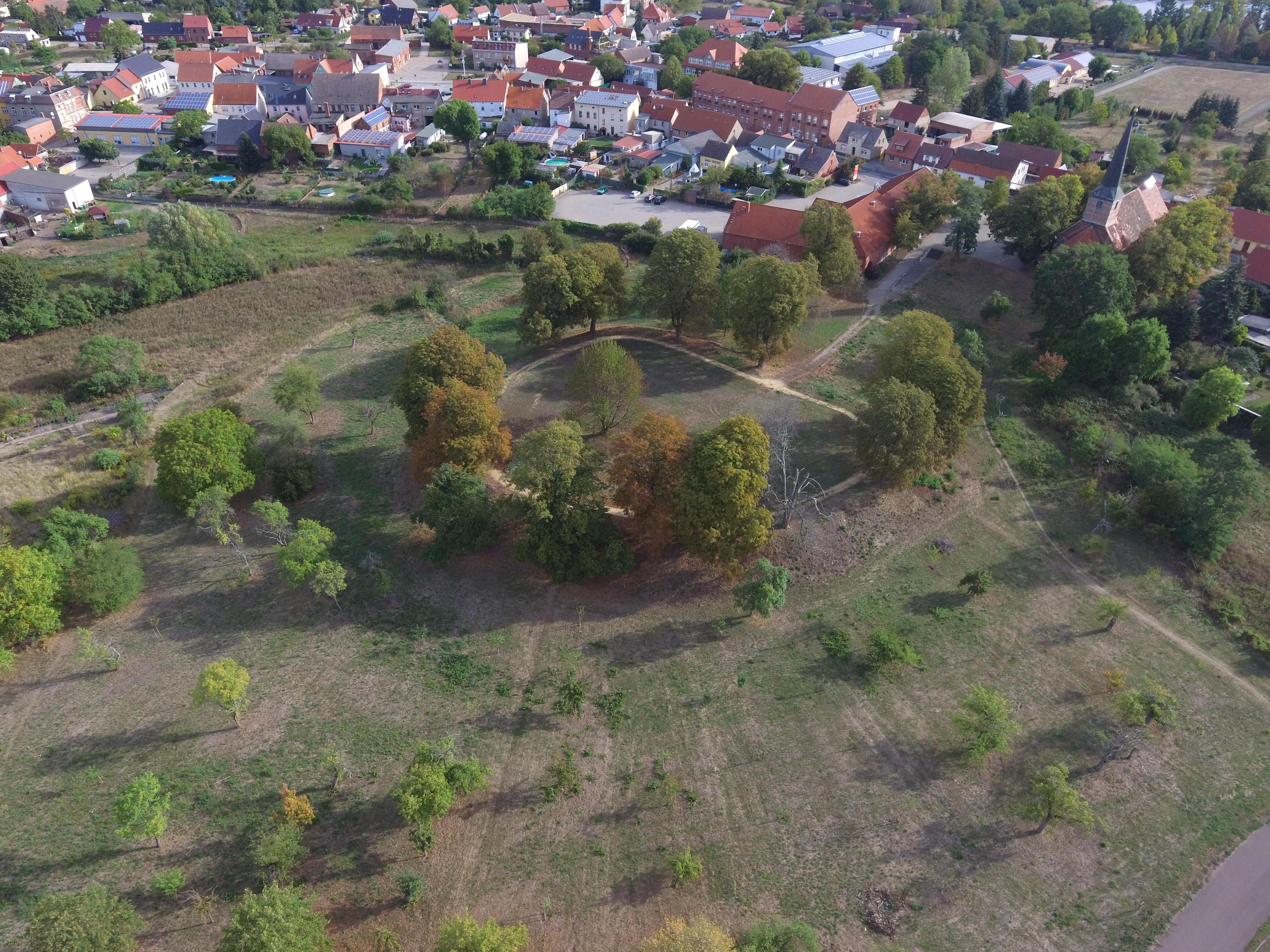
Burgstall der Burg Jerichow

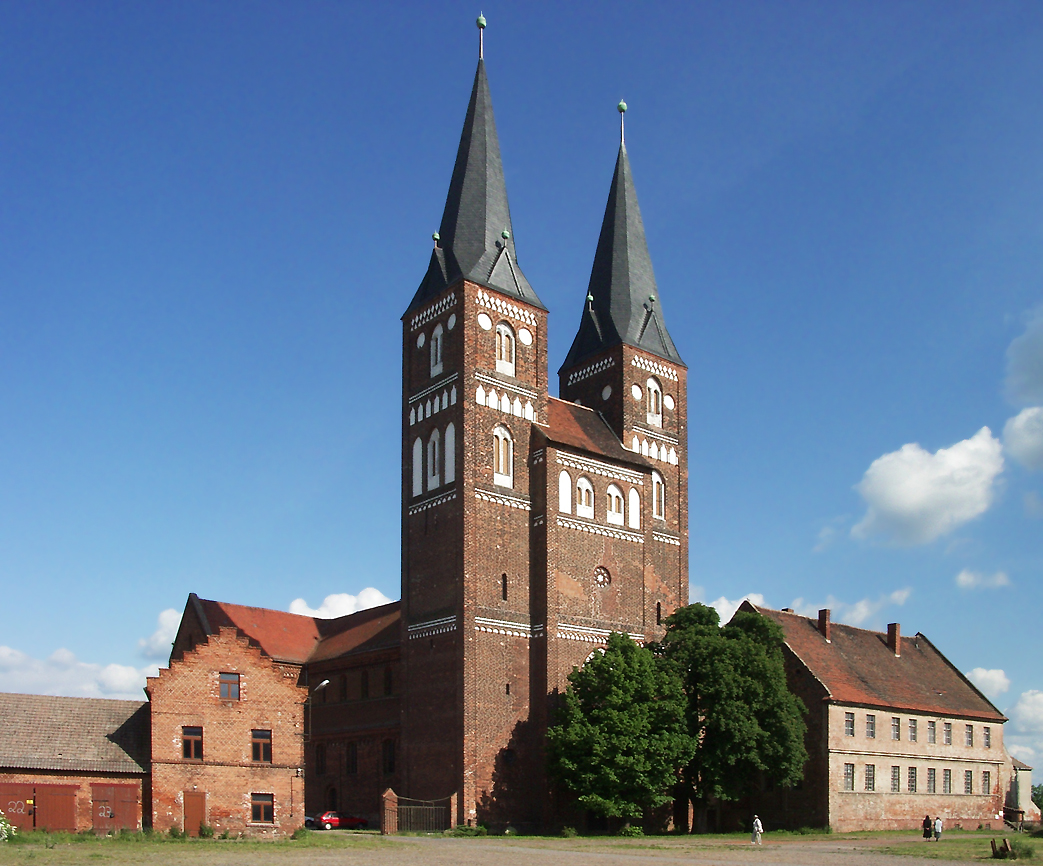
Kloster Jerichow

Der Ortsname ist slawischen Ursprungs – „Burg des Tapferen“ – also nicht biblisch. Bereits die Slawen legten die Burg Jerichow zur Verteidigung ihrer Westgrenze an. Jerichow wurde Ende des Jahres 1144 erstmals urkundlich erwähnt. Anlass war die Gründung des Klosters Jerichow durch Prämonstratenser-Chorherren aus Besitzungen des Grafen von Stade (Bestätigung durch den römisch-deutschen König Konrad III.). Im folgenden Jahr ließen sich Prämonstratenser-Chorherren aus dem Kloster Unser Lieben Frauen in Magdeburg im Ortszentrum nieder. 1148 verlegten die Prämonstratenser-Chorherren den Standort wegen des störenden Markttreibens an den heutigen Platz. Sie errichteten von 1149 bis 1172 die Stiftskirche als dreischiffige Basilika sowie den Ostflügel der Klausur. Die Gebäude gelten als wichtige Werke der Backsteinromanik.
Jerichow erhielt 1336 das Stadtrecht, woran ein Denkmal in der Karl-Liebknecht-Straße erinnert. Im gleichen Jahr wurde die Stadt durch ein Elbhochwasser fast vollständig zerstört. Um 1530 hielt mit der Reformation die lutherische Lehre Einzug und 1552 erfolgte die Säkularisation des Klosters durch Hans von Krusemark; ein Teil der Stiftsgebäude wurde als kurfürstliche Domäne genutzt. Im Dreißigjährigen Krieg fanden 1631 in der Stadt Zerstörungen und Plünderungen statt. Seit 1680 gehört die Stadt zum brandenburg-preußischen Herzogtum Magdeburg und lag im damaligen Jerichower Kreis. 1684/85 wurde die Klosterkirche durch den Großen Kurfürsten Friedrich Wilhelm für eine neue Reformierte Gemeinde instand gesetzt. Die Neustadt wurde im 18. Jahrhundert gegründet.
1853 bis 1856 restaurierte Ferdinand von Quast auf Wunsch König Friedrich Wilhelm IV. die Klosterkirche. Um 1870 wurden die Stiftsgebäude als Brauerei, Sprit- und Branntweinbrennerei genutzt. Im gleichen Zeitraum erfolgte eine umfangreiche Restaurierung der Klosterkirche mit weitgehender Wiederherstellung des romanischen Zustands.
1902 wurde ein psychiatrisches Fachkrankenhaus eingeweiht, anfangs als Nebenstelle des Krankenhauses in Uchtspringe. Es firmiert heute als AWO-Fachkrankenhaus.

### Eingemeindungen
Am 1. November 1928 wurde der Gutsbezirk Jerichow mit der Stadtgemeinde Jerichow vereinigt.
Am 20. Juli 1950 wurden die bis dahin eigenständigen Gemeinden Klietznick und Steinitz nach Jerichow eingemeindet.
Am 6. August 2002 wurde Mangelsdorf eingemeindet.
Durch einen Gebietsänderungsvertrag haben die Gemeinderäte der folgenden Gemeinden beschlossen, dass ihre Gemeinden aufgelöst und zu einer neuen Einheitsgemeinde mit dem Namen Stadt Jerichow vereinigt werden:
- Brettin (am 28. Mai 2009)
- Demsin (am 28. Mai 2009)
- Kade (am 14. Mai 2009)
- Karow (am 28. Mai 2009)
- Klitsche (am 27. Mai 2009)
- Nielebock (am 18. Mai 2009)
- Redekin (am 25. Mai 2009)
- Roßdorf (am 28. Mai 2009)
- Schlagenthin (am 14. Mai 2009)
- Wulkow (am 25. Mai 2009)
- Zabakuck (am 26. Mai 2009)
- Stadt Jerichow (am 28. Mai 2009)

Dieser Vertrag wurde vom Landkreis als unterer Kommunalaufsichtsbehörde genehmigt und trat am 1. Januar 2010 in Kraft.
Zum selben Zeitpunkt hörte auch die Verwaltungsgemeinschaft Elbe-Stremme-Fiener auf zu existieren, da sich alle ehemaligen Mitgliedsgemeinden zur neuen Stadt Jerichow zusammenschlossen.

## Religion
Um 1530 hielt mit der Reformation die lutherische Lehre Einzug in Jerichow, das damals zum Erzstift Magdeburg gehörte.
Die Stadtkirche in Jerichow und die ehemalige Prämonstratenserstiftskirche St. Marien und St. Nikolai gehören zur Kirchengemeinde Jerichow im Pfarrbereich Jerichow des Kirchenkreises Stendal der Evangelischen Kirche in Mitteldeutschland. Zum Pfarrbereich Jerichow gehören neben der Kirchengemeinde Jerichow auch die Kirchengemeinden Briest, Fischbeck, Groß Mangelsdorf, Groß Wulkow, Kabelitz, Klein Mangelsdorf, Klein Wulkow, Melkow, Nielebock, Redekin, Steinitz, Sydow und Wust.
Im Zuge der Flucht und Vertreibung Deutscher aus Mittel- und Osteuropa 1945–1950 ließen sich im bislang evangelisch geprägten Gebiet um Jerichow Katholiken in größerer Zahl nieder, so dass es am 11. August 1953 in Jerichow zur Gründung einer katholischen Kirchengemeinde kam. Die katholische Kirchengemeinde Jerichow gehörte als Kuratie zur Pfarrei Genthin. Am 8. Dezember 1964 wurde in Jerichow eine katholische Kapelle eingeweiht, die an der Karl-Liebknecht-Straße / Ecke Rosa-Luxemburg-Str. lag. 2006 wurde die Kapelle wieder aufgegeben, nachdem sich die Zahl der Katholiken wieder verringert hatte. Heute gehören Katholiken in Jerichow zur Pfarrei Genthin, die nächstliegende katholische Kirche ist jedoch die rund zehn Kilometer entfernte Dreifaltigkeitskirche in Tangermünde.

## Politik

### Stadtrat
Der Stadtrat hat 20 gewählte ehrenamtliche Mitglieder. Zusätzliches Mitglied ist der Bürgermeister. Die Amtszeit beträgt 5 Jahre.
Die Gemeinderatswahl am 26. Mai 2019 führte zu folgendem Ergebnis:
| Partei / Liste          | Stimmen | Anteil  | Sitze |
| CDU                     | 948     | 9,9 %   | 2     |
| AfD                     | 10670   | 11,1 %0 | 2     |
| Die Linke               | 600     | 6,3 %   | 1     |
| SPD                     | 485     | 5,1 %   | 1     |
| FDP                     | 186     | 1,9 %   | 1     |
| Wählergruppen           | 56040   | 58,4 %0 | 12    |
| Einzelbewerber          | 699     | 7,3 %   | 1     |
| Wahlbeteiligung: 56,0 % |         |         |       |

### Wappen
Das Wappen der Stadt Jerichow wurde am 11. Mai 2011 durch den Landkreis Jerichower Land genehmigt.
| Wappen von Jerichow | Blasonierung: „In Blau zwei silberne Kirchtürme mit beknauftem goldenen Spitzdach, Rundbogenfenstern, Schalllöchern und Simsen, dazwischen ein silbernes Kirchenschiff, golden bedacht, mit Fenstern und Simsen. Die Türme begleitet von zwei goldenen Ähren. Der goldene Schildfuß belegt mit einem blauen Wellenbalken.“ |
| Wappen von Jerichow | Wappenbegründung: Das Wappen wurde vom Kommunalheraldiker Jörg Mantzsch gestaltet und präsentiert in zentraler Mitte die stilisierte Stiftskirche des Klosters Jerichow auf einem Schildfuß, der mit einem Wellenbalken belegt ist. Der Wellenbalken symbolisiert die Elbe, die in der Früh- und Vorgeschichte eine wesentliche Bedeutung für die Ansiedlung hatte. Zwei begleitende Ähren mit je zwölf Körnern bilden anhand einer Zahlensymbolik den Bezug zu den zwölf der früher eigenständigen und nun zur neuen Einheitsgemeinde „Stadt Jerichow“ vereinten Gemeinden, deren Hauptwirtschaftszweig über viele Jahrhunderte die Landwirtschaft war. |

Die Farben der Stadt sind: Weiß-Blau.

#### Wappen des Ortsteils Jerichow

Wappen des Ortsteils Jerichow

Blasonierung: „In Blau St. Georg in silberner Rüstung, in der Rechten eine silberne Kreuzlanze, die Linke gestützt auf einen rot-silbern geteilten Schild mit einer silbernen doppeltürmigen Kirche im oberen Feld, rechts ein goldener Drache.“
Jerichow besaß bis 1999 kein offiziell genehmigtes Wappen, führt jedoch seit Jahrhunderten in sich zeitweilig wandelnder Form das Bild des Heiligen Georg in Rüstung mit Lanze und Drachen.

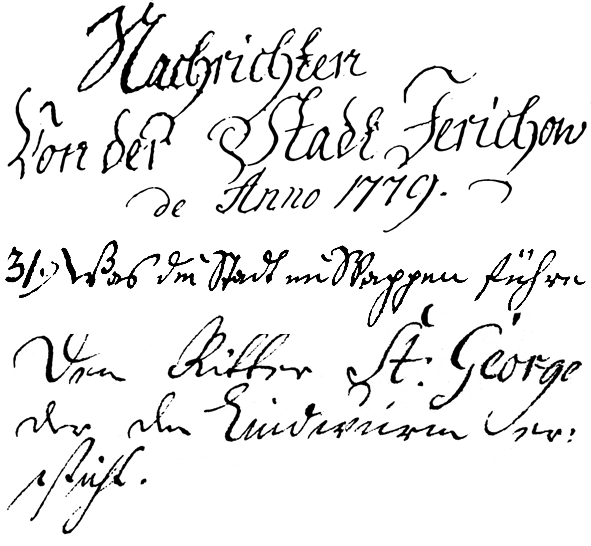
Alte Archivunterlagen von 1779

Aus der christlichen Ikonografie sind zahlreiche Darstellungen von St. Georg überliefert. Bei den frühen Darstellungen ist er mit einfachem Gewand bekleidet, oft auf dem niedergestochenen Drachen stehend; erst im Spätmittelalter und dann wieder zum Ende des 19. Jahrhunderts wandelten sich diese Bilder in kriegerische Erscheinungen, das heißt gerüstet mit Helm, Rüstung, Schild und anderem mehr. Es ist anzunehmen, dass auch das Jerichower Wappenbild eine solche Wandlung erfuhr, denn 1779 wurde das Bild noch anders beschrieben. Im Archiv des Klosters Jerichow findet sich eine Akte mit dem Titel „Nachrichten von der Stadt Jerichow de Anno 1779“. Darinnen beantwortet der Bürgermeister verschiedene Fragen zur Stadt. Die Frage Nr. 31 lautet: „Was die Stadt im Wappen führe.“ Die Antwort: „Den Ritter St. George der den Lindwurm ersticht.“
In Jerichow ist die Stadtkirche dem Heiligen Georg geweiht; hierin erklärt sich der Zusammenhang zum Wappenbild. Erste bildliche Zeugnisse des Jerichower Wappens zeigen eine recht naturalistische Darstellung mit Beiwerk und in falschen Tinkturen.
Das Redesign des Wappens übernahm 1999 der Kommunalheraldiker Jörg Mantzsch.

#### Historisches Wappen

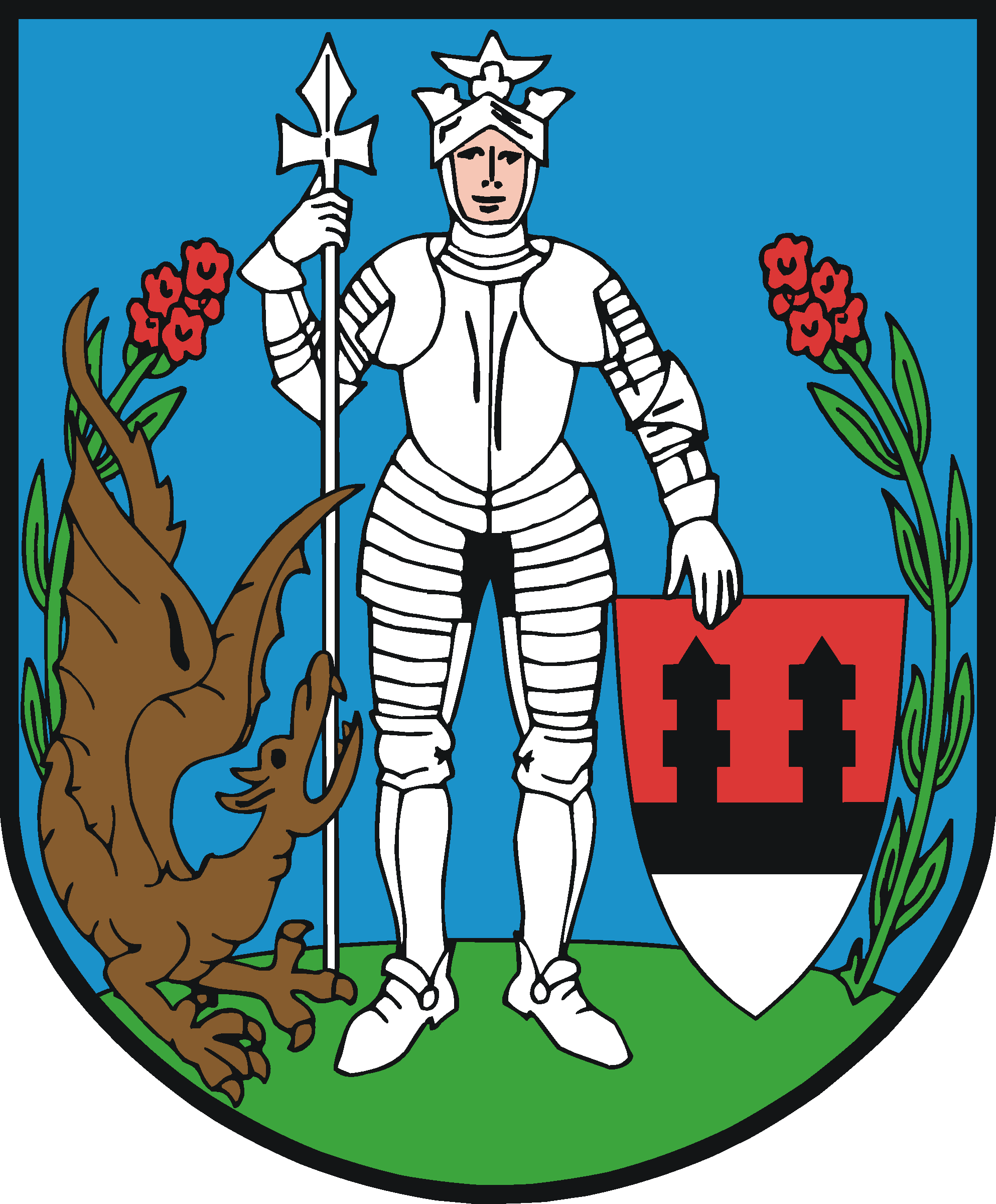
Ehemaliges Wappen Jerichows

Blasonierung (ehemaliges Wappen): „In Blau auf grünem Boden ein Ritter in silberner Rüstung, in der Rechten eine silberne Kreuzlanze, in der Linken einen rot-silbernen geteilten Schild mit schwarzen Doppelzinnenbalken haltend, rechts ein fauchender brauner Drache, zu beiden Seiten grüne Pflanzen mit roten Blüten.“
Das Wappen von Jerichow wurde in Gewohnheitsrecht geführt. Über den Zusammenhang des Wappeninhalts zueinander liegen keine gesicherten Erkenntnisse vor. Der Zinnenbalken im kleinen Schild wird als Symbol für die Prämonstratenserstiftkirche gedeutet.

### Flagge
Die Flagge der Einheitsgemeinde Stadt Jerichow ist blau-weiß-blau (1:4:1) gestreift (Querform: Streifen waagerecht verlaufend, Längsform: Streifen senkrecht verlaufend) und mittig mit dem Wappen der Einheitsgemeinde belegt.

#### Flagge des Ortsteils
Die Flagge ist blau-weiß-blau gestreifte Flagge mit dem aufgelegten Wappen der Stadt Jerichow.

## Schutzgebiete
Da das Fiener Bruch im Süden des Stadtgebietes eines von nur noch drei Brutgebieten der in Deutschland vom Aussterben bedrohten Großtrappen, des schwersten flugfähigen Vogels ist, wurde im Gebiet der Gemeinden Tucheim, Karow und Paplitz bereits 1979 das Großtrappenschongebiet Karow im damaligen Bezirk Magdeburg mit einer Größe von 5.780 Hektar eingerichtet. In den 1990er Jahren wurde die Niederung im Rahmen des Natura-2000-Netzes als EU-Vogelschutzgebiet Fiener Bruch ausgewiesen. Innerhalb des sachsen-anhaltischen Teilgebietes erfolgte 1997 die Ausweisung des 143 Hektar großen Naturschutzgebietes Fiener Bruch. Mitten im Fiener Bruch befindet sich beim zu Tucheim gehörenden Vorwerk Königsrode die Vogelwarte, der Beobachtungsturm Königsroder Hof. Im Königsroder Hof betreibt der Förderverein Großtrappenschutz e. V. ein Informationszentrum, in dem regelmäßige Veranstaltungen rund um den Großtrappenschutz stattfinden.

## Gedenkstätten
- Denkmal auf dem Ortsfriedhof zur Erinnerung an Fritz Schulenburg, den Gründer der KPD-Ortsgruppe, der zu Beginn der Zeit des Nationalsozialismus mit hundert anderen in einem Keller des Tangermünder Stadthauses eingesperrt wurde und an den Folgen der dort erlittenen Misshandlungen 1933 starb.
- Gedenktafel in der Ortsmitte für die Opfer des Faschismus.
- Gedenksteinensemble für die rund 930 Opfer der NS-Aktion T4 auf dem Gelände des AWO-Fachkrankenhauses, damals Landesheilanstalt.

## Sehenswürdigkeiten

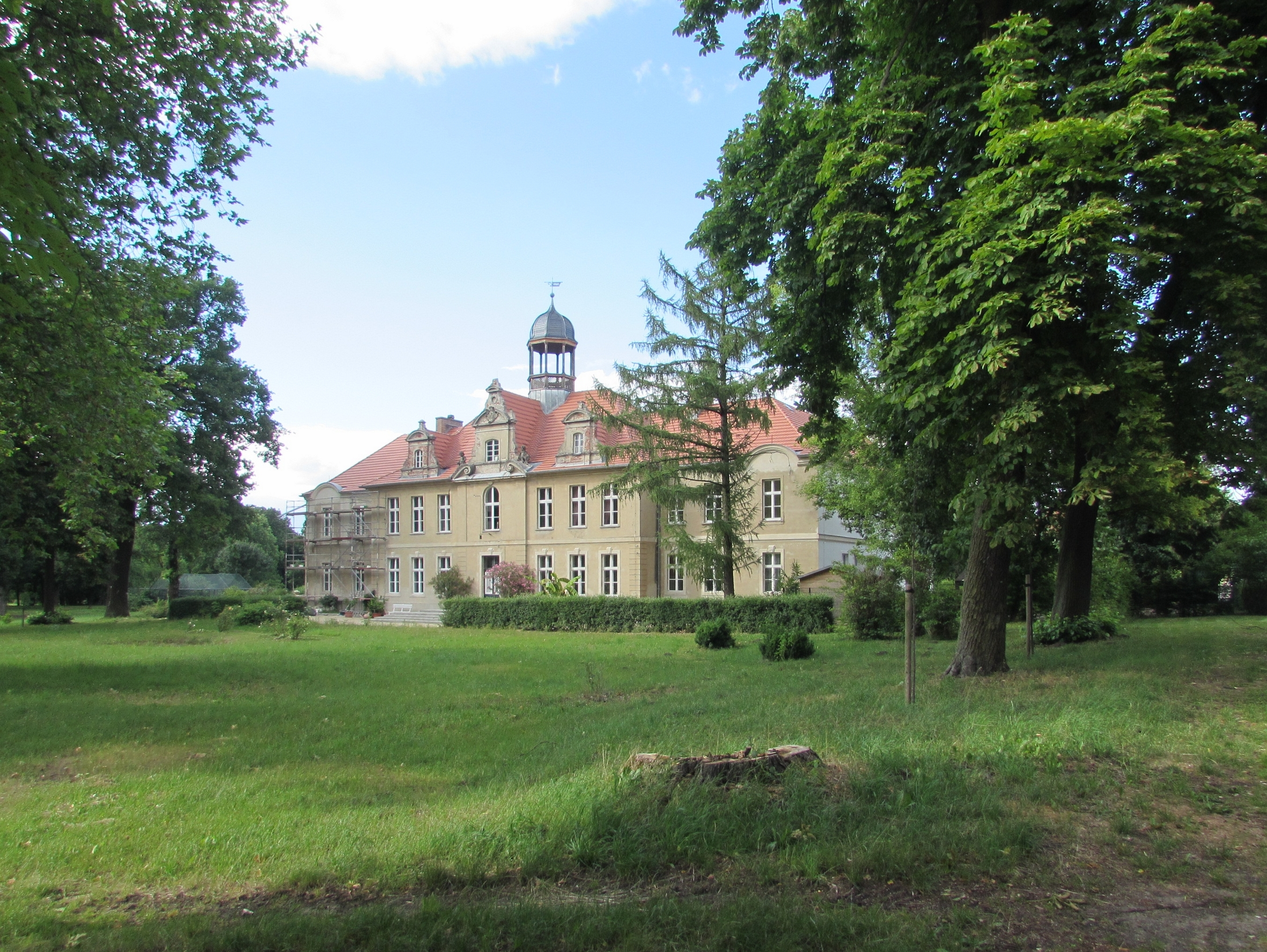
Das Gutshaus Karow nach Süden zum Park

Eine Auflistung sämtlicher ausgewiesener Kulturdenkmale der Gemeinde findet sich im Artikel Liste der Kulturdenkmale in Jerichow, eine Auflistung der Bodendenkmale im Artikel Liste der Bodendenkmale in Jerichow.
- Klosterkirche und Klostermuseum (mit Stadtkirche Teil der „Straße der Romanik“)
- Die romanische Stadtkirche St. Georg ist ein 1200–1220 errichteter Backsteinbau. Der Fachwerkturm wurde im 17. Jahrhundert hinzugefügt. Gegen Ende des 19. Jahrhunderts sowie 1991 wurde die Kirche renoviert.
- Holländermühle auf dem künstlich angelegten Mühlenberg, in der Nähe des ehemaligen Bahnhofs. Bereits 1736 wurde eine Mühle in Jerichow urkundlich erwähnt. 1857 wurde sie umgebaut. Der technische Innenaufbau ist vollständig erhalten. 1936 wurde die Mühle auf Motorantrieb umgestellt und diente bis 1976 als elektrisch betriebene Schrotmühle. Um 1960 mussten die Flügel und der drehbare Turmkranz wegen Baufälligkeit demontiert werden. Im Rahmen einer Restaurierung, die 1997 begann und 2007 abgeschlossen wurde, erhielt die Mühle im Mai 2005 neue Flügel von 10 m Länge.
- In der Hauptstraße erinnert ein aus einem Findling gestaltetes Denkmal an die Verleihung der Stadtrechte 1336.
- Das Gutshaus Karow ist ein barockes Herrenhaus. Weitere zum historischen Rittergut gehörende Gebäude wurden unter Denkmalschutz gestellt. Nach Süden erstreckt sich ein ausgedehnter Gutspark.
- Der Burghügel ist ein künstlich aufgeschichteter Hügel mit einer ebenen Fläche von 70 × 90 m, der ursprünglich unmittelbar an der Elbe lag. Die Elbe änderte ihren Lauf jedoch mehrfach nach Hochwassern. Auf dem Hügel wurde im 12. Jahrhundert eine Turmhügelburg errichtet, die von einem doppelten Graben, einer Ringmauer und von Wällen umgeben war. Sie wurde im Dreißigjährigen Krieg zerstört. Ihre Reste wurden ab dem 18. Jahrhundert abgetragen, zuletzt auch der Anfang des 19. Jahrhunderts noch vorhandene Wehrturm. Die Stadt Jerichow erwarb das Gelände gegen 1875 und ließ einen Obstgarten anlegen. Seit 2010 wird das Gelände umgestaltet, damit der ursprüngliche Zweck wieder erkennbar wird.[20]

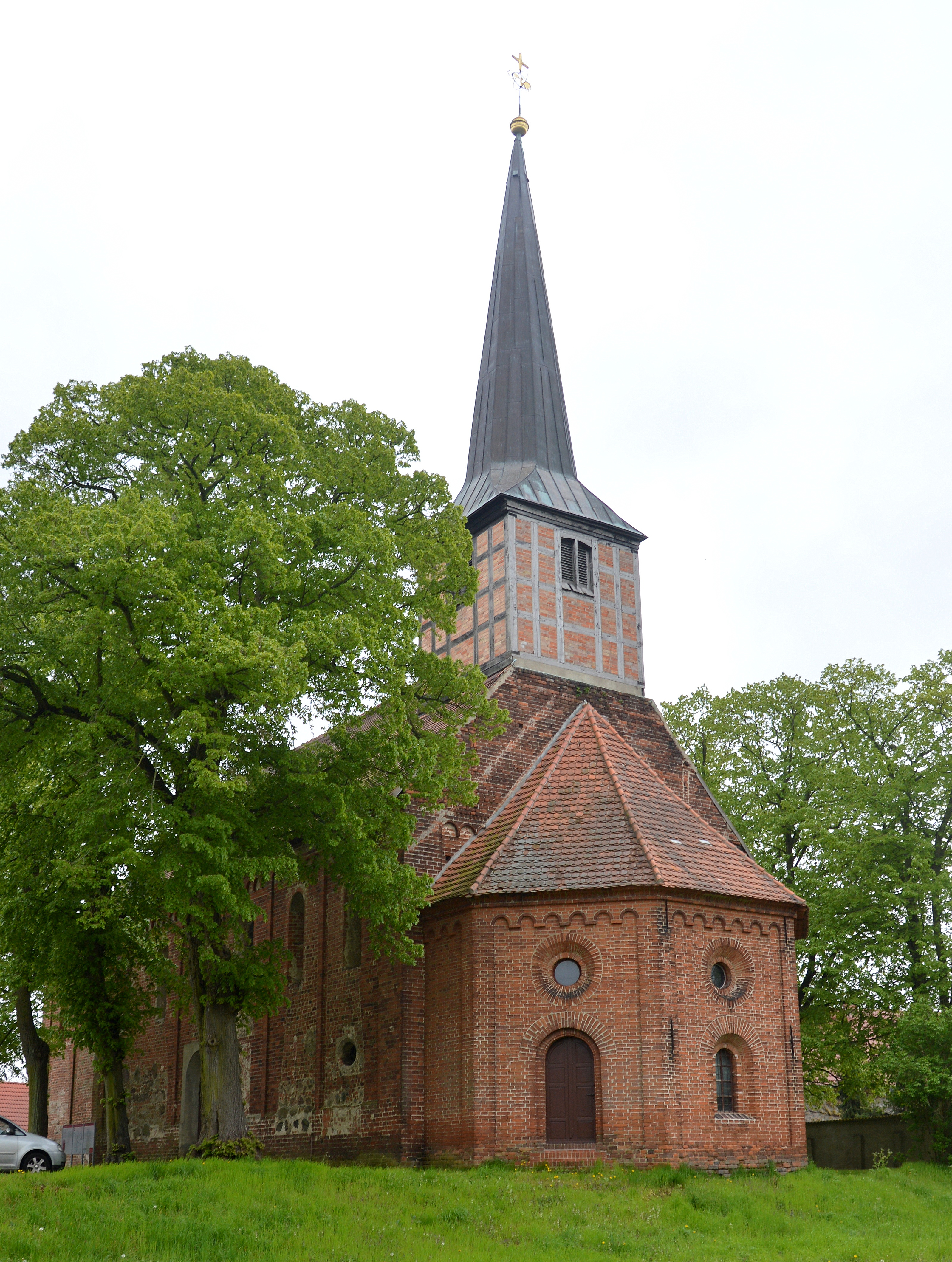
Stadtkirche Jerichow
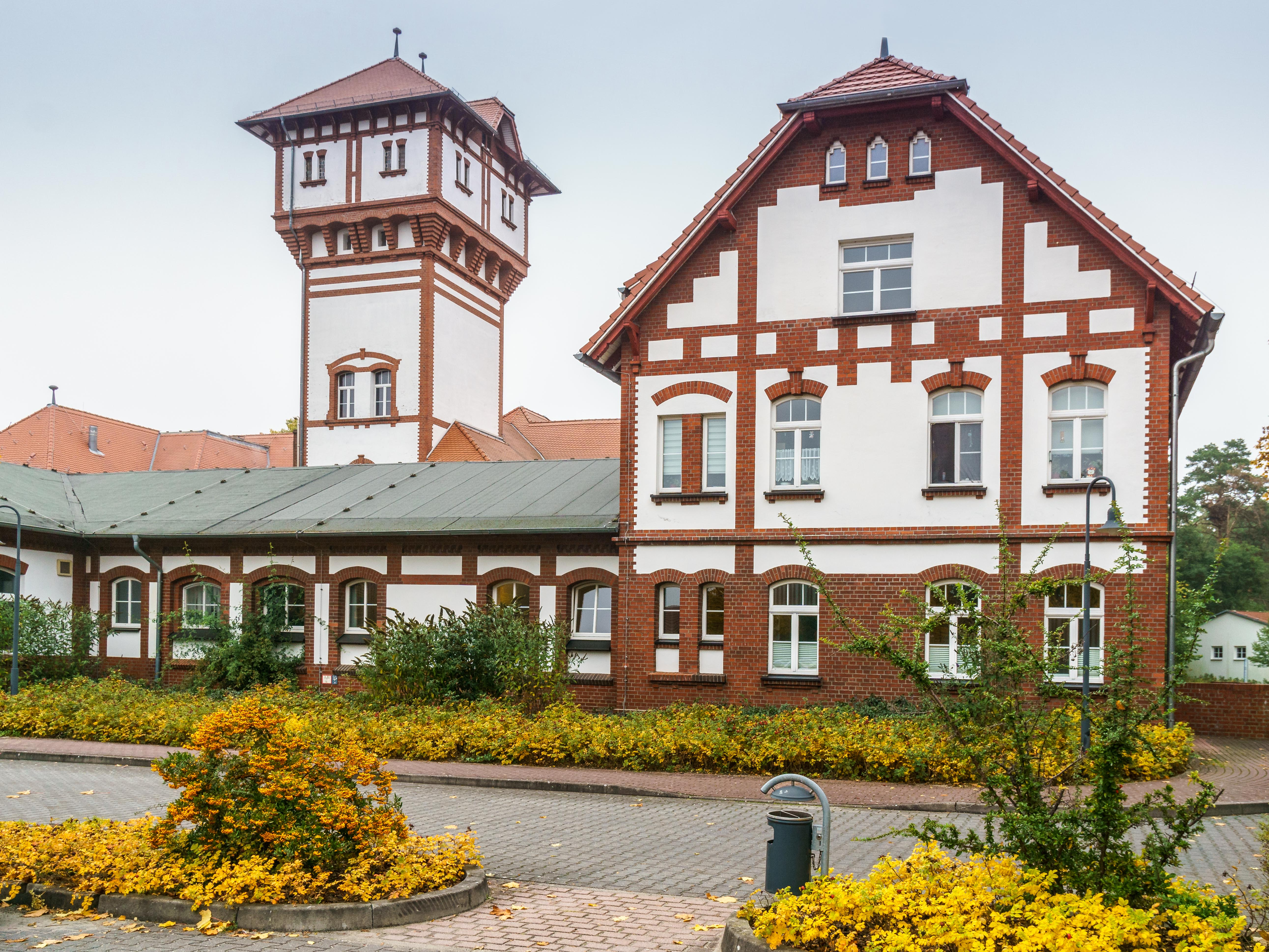
Wasserturm und ehem. Krankenhaus
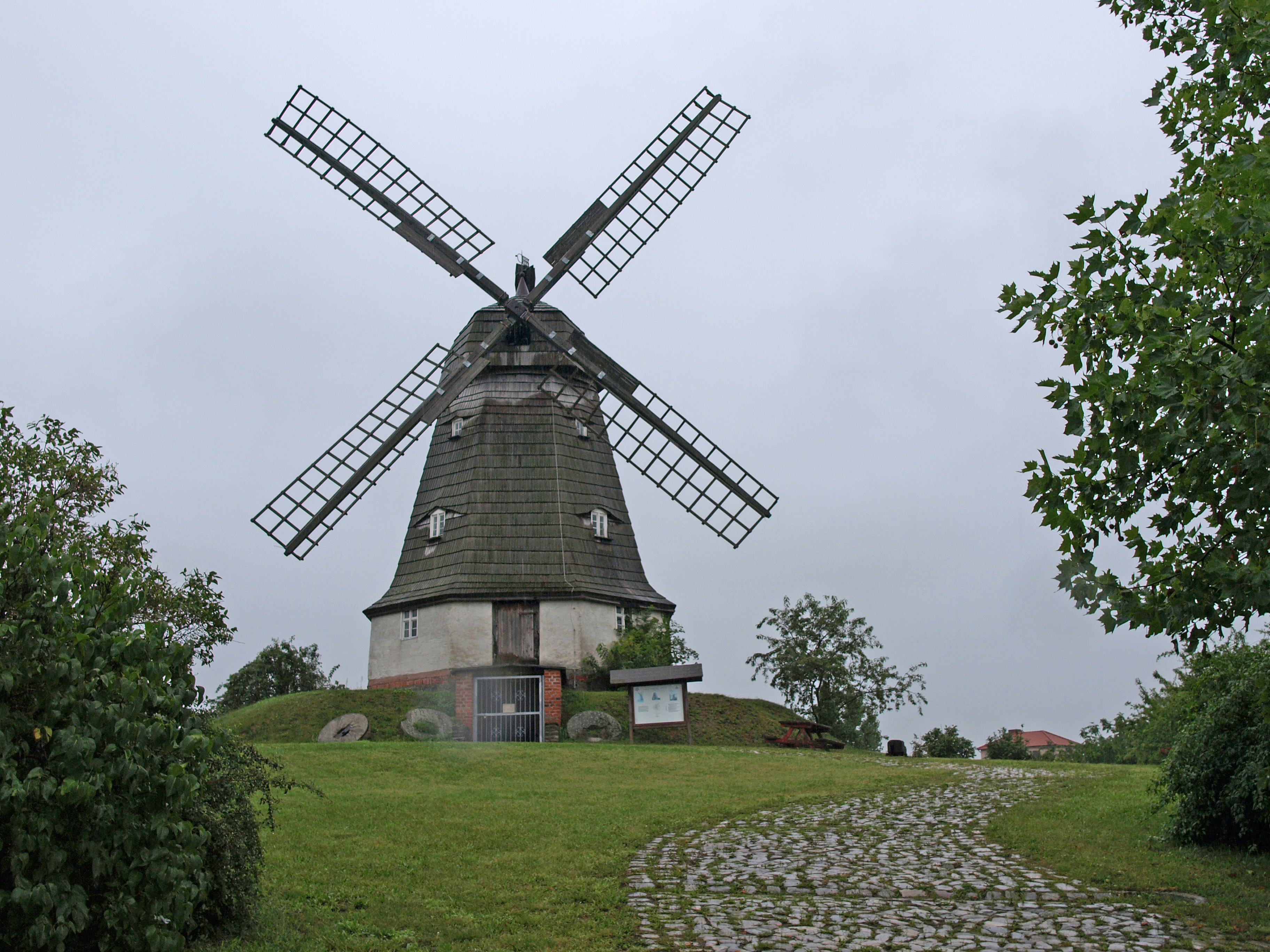
Windmühle
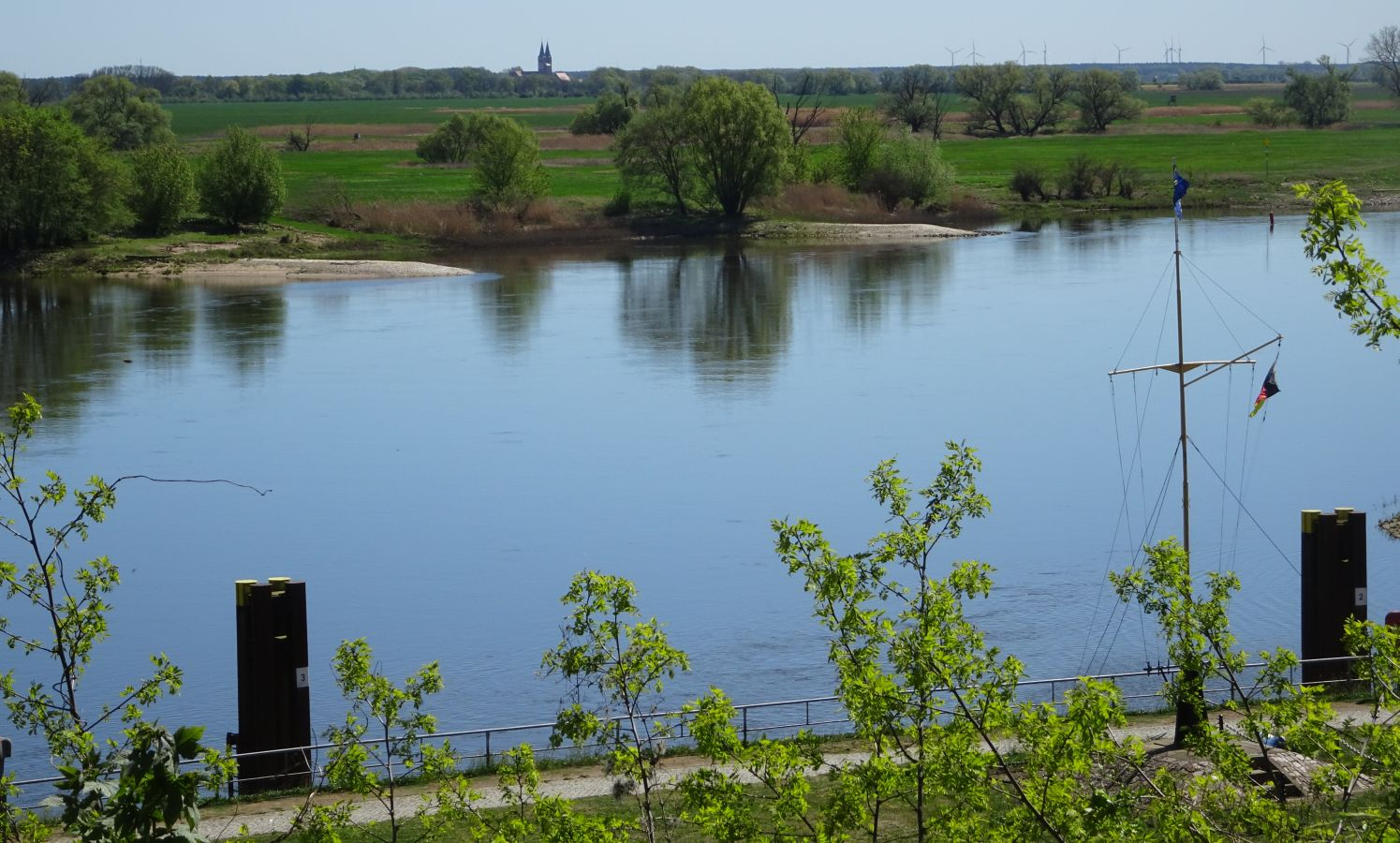
Blick von Tangermünde nach Jerichow
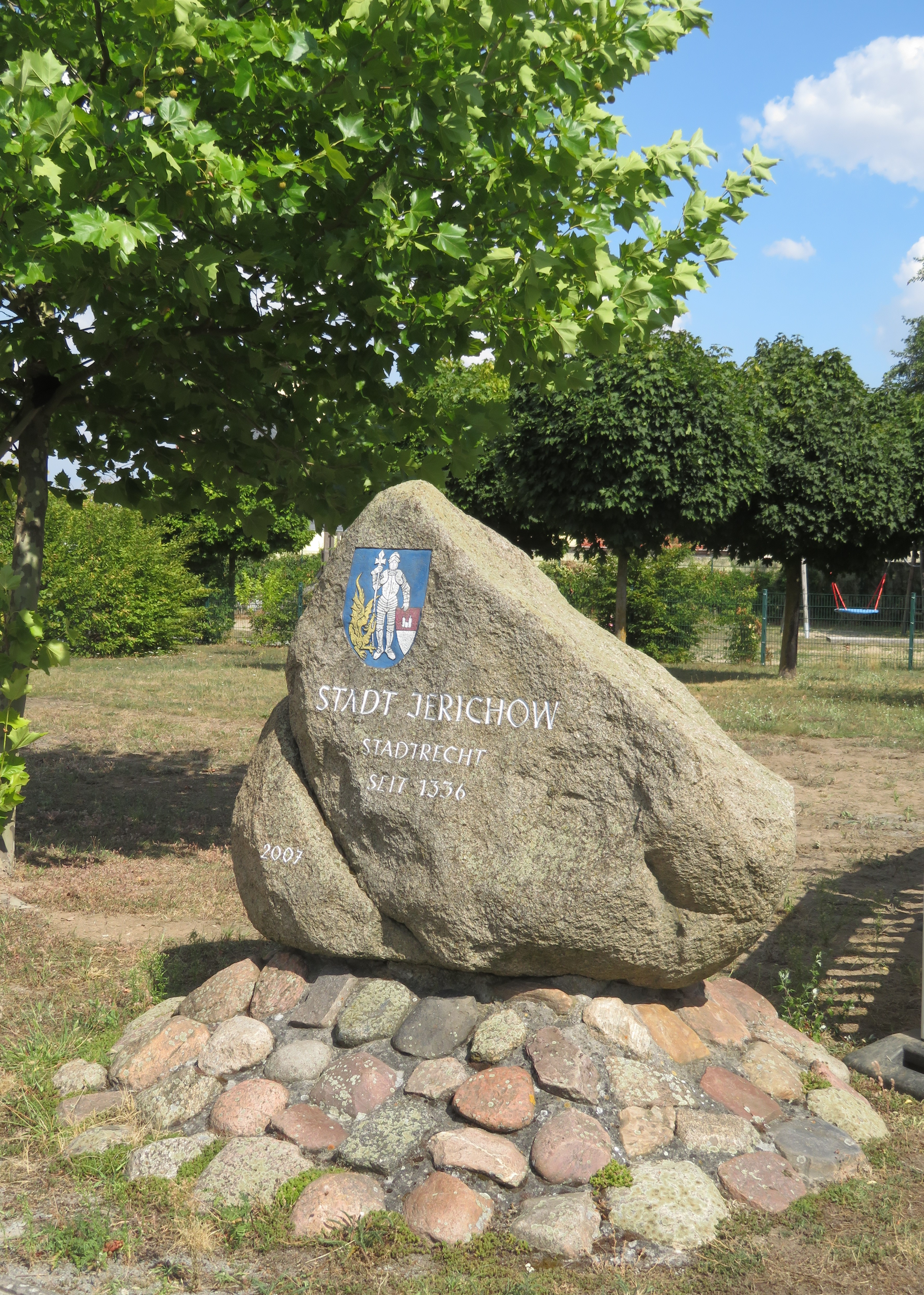
Denkmal zum Gedenken an die Verleihung der Stadtrechte
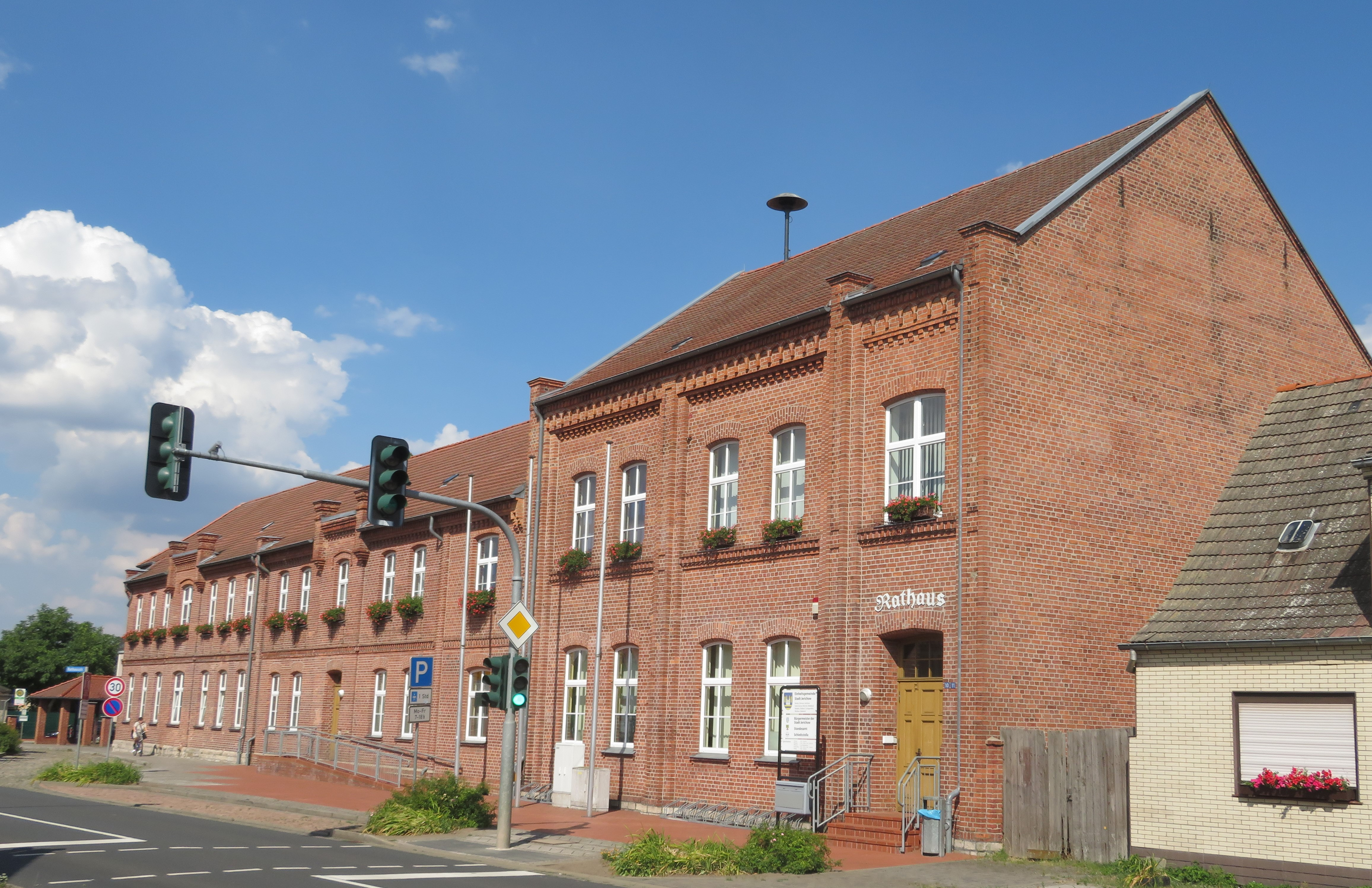
Rathaus

## Verkehr

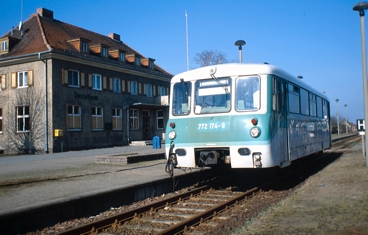
Schienenbus im Bahnhof Jerichow, 1991

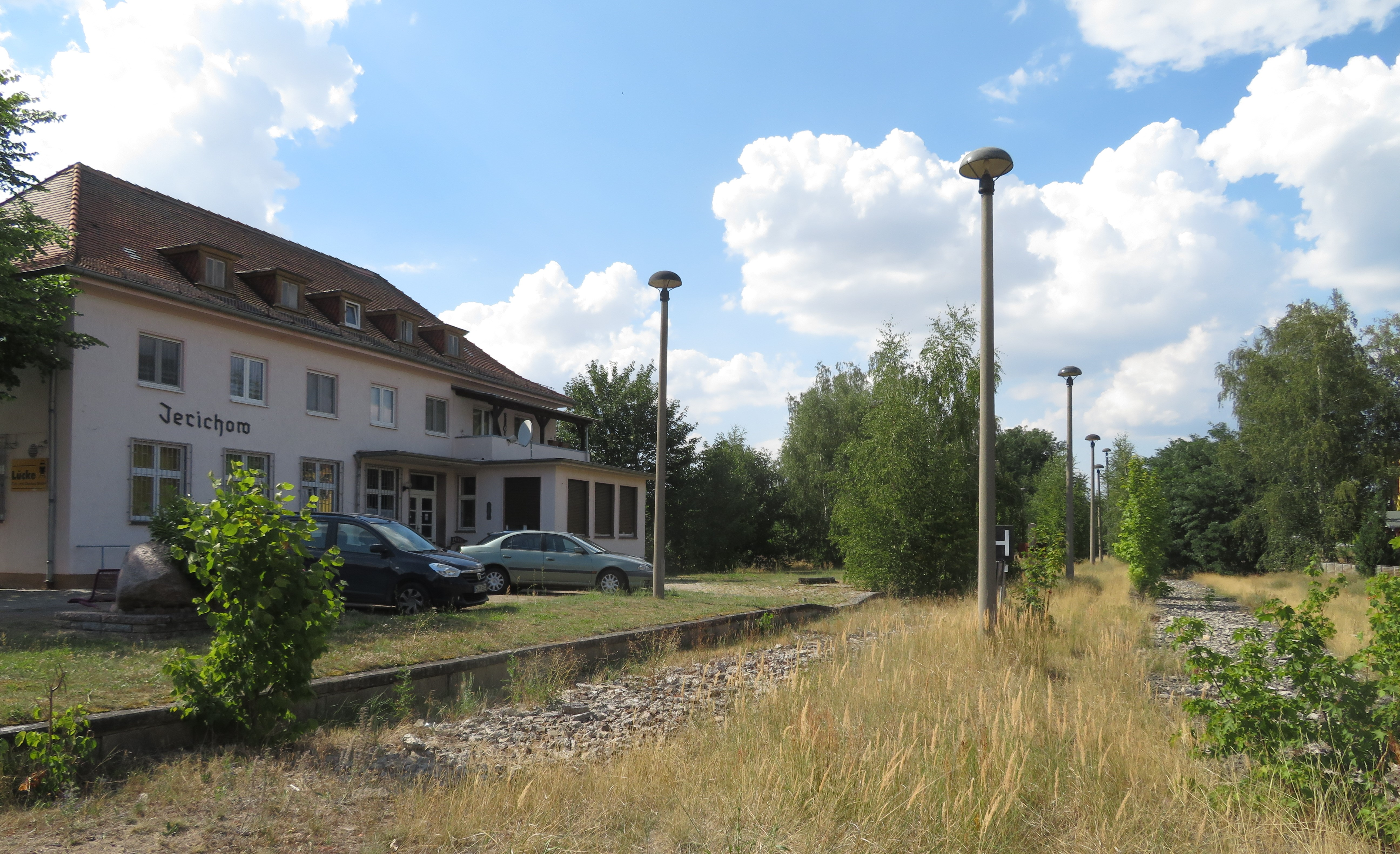
Ehem. Bahnhof Jerichow 2022

Jerichow war bis 1999 Zentrum eines Nebenbahnnetzes. Die Strecken nach Schönhausen bzw. Genthin und nach Güsen waren von der Kleinbahn-AG in Genthin erbaut worden. Zugleich besaß Jerichow ein Bahnbetriebswerk zur Unterhaltung von Schienenbussen der Baureihe DR-Baureihe VT 2.09 und ihrer Nachfolgebaureihen.
Der öffentliche Personennahverkehr wird unter anderem durch den PlusBus des Bahn-Bus-Landesnetz Sachsen-Anhalt erbracht. Folgende Verbindung, betrieben von der Nahverkehrsgesellschaft Jerichower Land, führt durch Jerichow:
- Linie 790: Stendal/Tangermünde ↔ Fischbeck ↔ Jerichow ↔ Redekin ↔ Genthin

## Söhne und Töchter der Stadt
- Scipio Ludwig Karl von Taubenheim (1787–1844), geboren in Kleinmangelsdorf, preußischer Generalmajor
- Udo von Tresckow (1808–1885), preußischer General der Infanterie, leitete die Belagerung von Belfort
- Werner Genest (1850–1920), Ingenieur und Fernmeldegerätefabrikant
- Otto Baer (1881–1966), Oberbürgermeister von Magdeburg
- Werner Usbeck (1881–1947), Eisenbahningenieur und Präsident der Reichsbahndirektion Halle
- Fritz Schulenburg (1894–1933), Kommunist und Opfer der NS-Diktatur[21]
- Helmut Halupka (1948–2023), Politiker und Landtagsabgeordneter
- Sylvester Groth (* 1958), Schauspieler

Seit 1902 lebte der Heimatforscher Albert Eiteljörge (1864–1941) in Jerichow, der Arbeiten zur Geschichte Jerichows, des Klosters und der Umgebung veröffentlichte.
Am 20. April 2008 wurde René Leudesdorff die Ehrenbürgerschaft verliehen.

## Trivia
Der 2009 gestartete Kinofilm Jerichow von Christian Petzold spielt in dieser Stadt, wurde jedoch nicht hier, sondern unter anderem in der Prignitz und in Mecklenburg-Vorpommern gedreht.
Der Jerichow genannte Handlungsort in mehreren Werken von Uwe Johnson hat nichts mit dieser Stadt zu tun. Vorbild für Johnsons Werke ist vermutlich die mecklenburgische Kleinstadt Klütz.